# Ourisia
Ourisia is een geslacht uit de weegbreefamilie (Plantaginaceae). De soorten komen voor van Noordwest-Venezuela tot in westelijk en zuidelijk Zuid-Amerika en verder op het Australische eiland Tasmanië en in Nieuw-Zeeland.

## Soorten
- Gratiola amphiantha D.Estes & R.L.Small
- Ourisia alpina Poepp. & Endl.
- Ourisia biflora Wedd.
- Ourisia breviflora Benth.
- Ourisia caespitosa Hook.f.
- Ourisia calycina Colenso
- Ourisia chamaedrifolia Benth.
- Ourisia coccinea (Cav.) Pers.
- Ourisia colensoi Hook.f.
- Ourisia confertifolia Arroyo
- Ourisia cotapatensis Meudt & S.Beck
- Ourisia crosbyi Cockayne
- Ourisia fragrans Phil.
- Ourisia fuegiana Skottsb.
- Ourisia glandulosa Hook.f.
- Ourisia goulandiana Arroyo
- Ourisia integrifolia R.Br.
- Ourisia lactea Cockayne & Allan
- Ourisia macrocarpa Hook.f.
- Ourisia macrophylla Hook.
- Ourisia microphylla Poepp. & Endl.
- Ourisia modesta Diels
- Ourisia muscosa Benth.
- Ourisia polyantha Poepp. & Endl.
- Ourisia pulchella Wedd.
- Ourisia pygmaea Phil.
- Ourisia remotifolia Arroyo
- Ourisia ruellioides (L.f.) Kuntze
- Ourisia serpyllifolia Benth.
- Ourisia sessilifolia Hook.f.
- Ourisia simpsonii (L.B.Moore) Arroyo
- Ourisia spathulata Arroyo
- Ourisia vulcanica L.B.Moore

## Hybriden
- Ourisia × cockayneana Petrie
- Ourisia × prorepens Petrie

Acanthorrhinum · 
Achetaria · 
Adenosma · 
Albraunia · 
Amphianthus · 
Anarrhinum · 
Angelonia · 
Antirrhinum (Leeuwenbek) · 
Aragoa · 
Artanema · 
Asarina · 
Bacopa · 
Basistemon · 
Benjaminia · 
(Besseya) · 
Bougueria · 
Brookea · 
Bryodes · 
Bythophyton · 
Callitriche (Sterrenkroos) · 
Campylanthus · 
Chaenorhinum (Kierleeuwenbek) · 
Chelone (Schildpadbloem) · 
(Chionohebe) · 
Chionophila · 
(Cochlidiosperma) · 
Collinsia · 
(Conobea) · 
Cymbalaria · 
(Detzneria) · 
Digitalis (Vingerhoedskruid) · 
Dintera · 
Dizygostemon · 
Dopatrium · 
Ellisiophyllum · 
Encopella · 
Epixiphium · 
Erinus · 
Galvezia · 
Gambelia · 
Geochorda · 
Globularia (Kogelbloem) · 
Gratiola · 
Hebe · 
Hemiphragma · 
Herpestis · 
Hippuris · 
Holmgrenanthe · 
Holzneria · 
Howelliella · 
Hydrotriche · 
(Isoplexis) · 
Kashmiria · 
Keckiella · 
Kickxia (Stoppelleeuwenbek) · 
Lafuentea · 
Lagotis · 
Limnophila · 
Limosella · 
Linaria (Vlasleeuwenbek) · 
Littorella · 
Lophospermum · 
Mabrya · 
Maurandella · 
Maurandya · 
Mecardonia · 
Melosperma · 
Microcarpaea · 
Misopates · 
Mohavea · 
Monocardia · 
Monopera · 
Monttea · 
Neogaerrhinum · 
(Neopicrorhiza) · 
Nothochelone · 
Nuttallanthus · 
Otacanthus · 
Ourisia · 
Paederota · 
(Parahebe) · 
Penstemon (Penstemon) · 
Philcoxia · 
Picria · 
Picrorhiza · 
Plantago (Weegbree) · 
Poskea · 
Psammetes · 
Pseudorontium · 
Rhodochiton · 
Russelia · 
Sairocarpus · 
Schistophragma · 
Schweinfurthia · 
Scoparia · 
Scrofella · 
Sibthorpia · 
Stemodia · 
(Synthyris) · 
Tetranema · 
Tetraulacium · 
Tonella · 
Uroskinnera · 
Veronica (Ereprijs) · 
Veronicastrum · 
Wulfenia · 
Wulfeniopsis